# هوشنگ کارگرنژاد
هوشنگ کارگر نژاد (انگلیسی: Houshang Kargarnejad؛ زادهٔ ۲۳ آوریل ۱۹۴۵) ورزشکار وزنه‌برداری اهل ایران است. او در بازی‌های آسیایی ۱۹۷۴ در رده وزنی ۱۱۰ کیلوگرم موفق به کسب مدال طلا شد.او در بازی‌های آسیایی ۱۹۷۰ و ۱۹۷۴ و مسابقات قهرمانی وزنه‌برداری آسیا ۱۹۷۱ و ۱۹۷۷ موفق به کسب مدال شد.